# Bratovanci
Bratovanci falu Horvátországban, a Károlyváros megyében. Közigazgatásilag Ozalyhoz tartozik.

## Fekvése
Károlyvárostól 19 km-re, községközpontjától  5 km-re északnyugatra fekszik.

## Története
A település 1642-ben tűnik fel „Bratovanec pagus” alakban. 1783-ban az első katonai felmérés térképén „Dorf Bratovanczi” néven szerepel. A falunak 1857-ben 129, 1910-ben 137 lakosa volt. A trianoni békeszerződésig Zágráb vármegye Károlyvárosi járásához tartozott. 2011-ben 50 lakosa volt.

## Lakosság
| Lakosság változása | Lakosság változása | Lakosság változása | Lakosság változása | Lakosság változása | Lakosság változása | Lakosság változása | Lakosság változása | Lakosság változása | Lakosság változása | Lakosság változása | Lakosság változása | Lakosság változása | Lakosság változása | Lakosság változása | Lakosság változása |
| ------------------ | ------------------ | ------------------ | ------------------ | ------------------ | ------------------ | ------------------ | ------------------ | ------------------ | ------------------ | ------------------ | ------------------ | ------------------ | ------------------ | ------------------ | ------------------ |
| 1857               | 1869               | 1880               | 1890               | 1900               | 1910               | 1921               | 1931               | 1948               | 1953               | 1961               | 1971               | 1981               | 1991               | 2001               | 2011               |
| 129                | 0                  | 146                | 139                | 129                | 137                | 135                | 139                | 149                | 151                | 132                | 113                | 78                 | 88                 | 67                 | 50                 |